# Miriam Gallardo
Miriam Isabel Gallardo Tenemás (ur. 2 maja 1968 w Limie) – peruwiańska siatkarka. Reprezentantka kraju na igrzyskach olimpijskich w Los Angeles oraz Seulu, gdzie Peru zdobyło srebrny medal. Zdobywczyni brązowego medalu na mistrzostwach świata w siatkówce kobiet w Pradze.